# Gilberts
Gilberts – wieś w Stanach Zjednoczonych, w stanie Illinois, w hrabstwie Kane.